# Szimon Szitrit
Szimon Szitrit (hebr.: שמעון שטרית, ang.: Shimon Shetreet, ur. 1946 w Arfud) – izraelski prawnik i polityk, profesor prawa i trzykrotny minister w rządach Partii Pracy.
W latach 1992–1995 minister gospodarki i planowania, w latach 1992–1993 minister nauki i technologii, w latach 1995–1996 minister spraw religijnych. W latach 1988–1996 poseł do Knesetu z list Koalicji Pracy i Partii Pracy.

## Życiorys

### Dzieciństwo i młodość
Urodził się w 1946 w Afrud, w ówczesnym Maroku Francuskim. W 1949 wyemigrował wraz z rodziną do nowo utworzonego Izraela. Uczył się w jesziwie. W 1959 wygrał Chidon Ha-Tanach – Międzynarodowy Konkurs Biblijny.
W latach 1963–1966 służył w wojsku, w oddziałach wywiadowczych. Służbę zakończył w stopniu sierżanta.

### Studia i kariera prawnicza
Następnie podjął studia na Uniwersytecie Hebrajskim w Jerozolimie. Studiował na dwóch kierunkach – prawie i literaturze arabskiej. Już w 1968 ukończył studia prawnicze na poziomie licencjackim (LLB) i magisterskim (LLM) z najwyższą pochwałą (summa cum laude). W 1969 ukończył drugi kierunek, zaś uzyskał doktorat nauk prawnych (LLD) na Uniwersytecie Chicagowskim.
Rozpoczął pracę jako wykładowca na Uniwersytecie Hebrajskim, w latach 1974–1977 był przewodniczącym uniwersyteckiego stowarzyszenia wykładowców. Na jerozolimskiej uczelni został profesorem nauk prawnych. Został również sędzią i z czasem zaczął zasiadać w rozmaitych organizacjach sędziowskich i prawniczych. W latach 1981–1988 orzekał w sądach cywilnych.

### Kariera polityczna
W wyborach parlamentarnych w 1988 po raz pierwszy dostał się do izraelskiego parlamentu. W Knesecie dwunastej kadencji zasiadał w komisjach finansów, kontroli państwa oraz konstytucyjnej, prawa i sprawiedliwości. Z sukcesem kandydował także w kolejnych wyborach, po których wszedł w skład rządu premiera Icchaka Rabina, obejmując 13 lipca 1992 Ministerstwo Gospodarki i Planowania i zastępując na stanowisku Dawida Magena. 31 grudnia zastąpił Amnona Rubinsteina na czele Ministerstwa Nauki i Technologii. W resorcie pozostał do czerwca kolejnego roku, gdy zastąpiła go Szulammit Alloni. W 1993 został wyróżniony nagrodą za etyczne zachowanie. 18 lipca 1995 został odwołany ze stanowiska ministra gospodarki (zastąpił go Josi Belin). Już 27 lipca objął stanowisko ministra spraw religijnych, zastępując w resorcie samego premiera. Po zabójstwie Rabina i powstaniu rządu Szimona Peresa pozostał na czele Ministerstwa Spraw Religijnych.
W wyborach w 1996 nie uzyskał reelekcji. Na przełomie wieków pełnił funkcję zastępcy burmistrza Jerozolimy.
Był profesorem wizytującym wielu amerykańskich i europejskich uczelni Jest autorem licznych publikacji prawniczych. Posługuje się płynnie angielskim, arabskim i niemieckim.

## Życie prywatne
Ożenił się z Miri, mają czworo dzieci. Pochodzi z religijnej rodziny.